# Самвел Маргарян
Самвел Суренович Маргарян (вірм. Սամվել Սուրենի Մարգարյան, 13 травня 1954, Єреван) — вірменський державний діяч в авіаційній сфері.

## Біографічні відомості
Народився 13 травня 1954 року в Єревані.
- 1970—1975 — Вовчанське льотне училище цивільної авіації.
- 1980—1985 — механічний факультет Київського інституту інженерів цивільної авіації.
- 2001—2002 — аспірант державного НДІ цивільної авіації (м. Москва). Автор 10 наукових праць. Академік РАПН (2002).
- 1975—1981 — працював командиром повітряного судна Ан-2 в 113-му льотному загоні цивільної авіації.
- 1981—1987 — працював в 279-му льотному загоні на посадах: від другого пілота повітряного судна Ту-134 до командира повітряного судна Іл-86, а також від пілота-інструктора до старшого пілота-інспектора відділу організації льотної роботи головного управління цивільної авіації СРСР.
- 1989—1991 — заступник начальника управління з льотної роботи.
- 1991—1994 — генеральний директор «Вірменських авіаліній».
- 1994—1998 — генеральний представником «Вірменських авіаліній» в Болгарії.
- 1998—2001 — заступник начальника управління цивільної авіації при уряді Вірменії.
- 2002—2004 — начальник управління цивільної авіації при уряді Вірменії.